# Val d'Ega
Le val d'Ega (Eggental en allemand) est une vallée du Tyrol du Sud qui commence à quelques kilomètres au nord de Bolzano et s'étend au sud-est jusqu'au col de Costalunga qui mène au val di Fassa. Il tire son nom du torrent homonyme, un affluent de l'Isarco.
Dans les tronçons les plus étroits, il mesure quelques mètres de large et est célèbre pour le lac de Carezza situé à 1 550 m d'altitude d'où il est possible de voir le Latemar depuis une position unique. Aujourd'hui, un tunnel permet de parcourir la vallée en évitant les premiers kilomètres de l'entrée, particulièrement exigeants en raison de la faible largeur de la vallée.

## Histoire
Entre les deux hameaux situés dans la vallée, à l'époque du fascisme, Mussolini a donné l'ordre de fortifier la frontière. Ainsi furent construits des bunkers en 1939, qui font partie de la barrière du val d'Ega.